# Nick Whitaker
Nick Whitaker (1º ottobre 1988) è un attore statunitense.

## Biografia
Ha fatto il suo esordio cinematografico nel 2000, interpretando Chase Patterson nel film Tre piccoli detective. Ha partecipato anche a film Disney quali High School Musical (2006) e Scrittrice per caso (2006). 
Fratello di Max e Tim Whitaker, anche loro attori, Nick è membro attivo della Chiesa di Gesù Cristo dei santi degli ultimi giorni ed è apparso in molti film relativi alla Chiesa, che includono parti come il profeta Joseph Smith nel film della LDS Motion Picture Studios 'Joseph - Prophet of the Restoration'. È anche apparso in Brigham City, Money or Mission e nel film per bambini Bug Off.
In Scrittrice per caso ha il ruolo di Lenny Bartlett, il fratello maggiore di Jamie Bartlett, che è il protagonista. Nel film canta la canzone I Will Be Around. MP3 non ufficiali della canzone sono circolati in vari siti di fan del film e della Disney per la mancanza di rilasci ufficiali.
Nick recentemente ha avuto il ruolo di uno dei giocatori di baseball in Pete il galletto. Questo è stato comunque solo un ruolo minore.
Nick attualmente vive a Salt Lake City, Utah, con la sua famiglia. Anche suo fratello minore Max e suo fratello maggiore Tim sono attori.

## Filmografia parziale
- Tre piccoli detective (Message in a Cell Phone), regia di Eric Hendershot (2000)
- Brigham City, regia di Richard Dutcher (2001)
- Bug Off! (2001)
- Il tocco di un angelo (Touched by an Angel) – serie TV, episodi 6x16-8x22 (2001, 2002)
- Journey to Harmony, regia di Martin L. Andersen (2002)
- Benji: Off the Leash!, regia di Joe Camp (2004)
- Joseph Smith: Prophet of the Restoration, regia di T. C. Christensen e Gary Cook (2005)
- High School Musical, regia di Kenny Ortega (2006)
- Scrittrice per caso (Read It and Weep), regia di Paul Hoen (2006) – film TV
- Money or Mission, regia di John Lyde (2006)
- High School Musical 3: Senior Year, regia di Kenny Ortega (2008)
- Pete il galletto (Hatching Pete), regia di Stuart Gillard (2009) – film TV